# De kloek en haar kuikens
De vergelijking van de kloek en haar kuikens komt voor in een uitspraak van Jezus in Matteüs 23:37-39 en Lucas 13:34-35.

## Inhoud
Jezus zei:
Jeruzalem, Jeruzalem, jij die de profeten doodt en stenigt die naar je toe zijn gestuurd! Hoe vaak heb Ik je kinderen niet bijeen willen brengen zoals een hen haar kuikens verzamelt onder haar vleugels, maar jullie hebben het niet gewild. Jullie tempel wordt geheel aan zijn lot overgelaten. Ik verzeker jullie: vanaf nu zullen jullie Mij niet meer zien, totdat je zult zeggen: "Gezegend Hij die komt in de naam van de Heer!"— Matteüs 23:37-39 en Lucas 13:34-35

## Interpretatie

### Het beeld van de hen en de kuikens
Jezus citeerde mogelijk 2 Esdras 1:30:
Ik heb jullie bijeen gebracht, zoals een hen haar kuikens bijeen brengt onder haar vleugels; maar nu, wat zal ik met jullie doen? Ik zal jullie van voor mijn gezicht verdrijven.
Dit is op zijn beurt mogelijk afgeleid van Psalm 17:8, 36:8, 61:5; 63:8, 91:3-4. Een vergelijkbaar beeld van schuilen onder de vleugels van God staat in Ruth 2:12. In Deuteronomium 32:11 wordt God vergeleken met een arend die zijn vleugels uitspreidt en zijn volk op zijn wieken droeg, een beeld dat ook in Jesaja 31:5 staat. In Rabbijnse literatuur wordt een vergelijkbaar beeld geschetst: proselieten die zich bekeerden tot het jodendom verzamelden zich onder de vleugels van Sjechina - dat een 'heilige vogel' werd genoemd.
Jeruzalem wordt in deze uitspraak gebruikt als een pars pro toto voor de Israëlieten als geheel. Jeruzalem was de zetel van de koningen van Juda en bovenal de plaats waar de Joodse tempel stond - het hart van de aanbidding van God. God had in Deuteronomium 18 al gezegd dat als de Israëlieten zich niet hielden aan hun verbond, Hij profeten zou sturen om ze aan hun verbond te houden. Toen dit gebeurde, doodden de Israëlieten de profeten (1 Koningen 19:10).
Jezus' waarschuwing voor de gevolgen die het weigeren zich aan Gods verbond te houden komt in grote lijnen overeen met Maleachi 3:22-24:
Houd je aan het onderricht van Mozes, mijn dienaar, aan wie ik op de Horeb wetten en geboden heb gegeven die gelden voor heel Israël. Voordat de dag van de HEER aanbreekt, die groot is en ontzagwekkend, stuur ik jullie de profeet Elia, en hij zal ervoor zorgen dat ouders zich verzoenen met hun kinderen en kinderen zich verzoeken met hun ouders. Anders zou Ik het land volledig moeten vernietigen.
Met name vanwege het laatste deel hiervan, worden de woorden in Maleachi en Jezus' woorden in Matteüs 23 soms gezien als een profetische voorspelling van de verwoesting van Jeruzalem door de Romeinen in 70. Jezus had namelijk gezegd dat Johannes de Doper de Elia was die Maleachi voorspelde (Matteüs 11:7-14) - waarbij in gedachten moet worden gehouden dat de consensus is dat het evangelie volgens Matteüs tussen 80 en 90 n.Chr. ontstond.

### Het doden van de profeten
Omdat het doden van de profeten in de tegenwoordige tijd wordt genoemd, wordt dit soms van toepassing gebracht op het vroege christendom - ook hierbij moet in gedachten worden gehouden dat het evangelie volgens Matteüs tussen 80 en 90 n.Chr. ontstond. 
In de vroegste periode van het vroegchristelijk jodendom bestond de Kerk nog volledig uit Joden. Aangezien Jezus had gezegd dat hij niet was gekomen om de Wet en de Profeten teniet te doen (Matteüs 5:17-18), waren de eerste oproepen tot bekering en evangelisatie volledig gericht op Joden. In plaats van te luisteren, doodden zij Stefanus (Handelingen 7:60) en Jakobus de Rechtvaardige en dreigde voor Petrus eenzelfde lot (Handelingen 12:1-3).
In het oudst bewaard gebleven deel van het Nieuwe Testament schreef Paulus rond het jaar 50:
Het is u, broeders en zusters, immers net zo vergaan als Gods gemeenten in Judea die Christus Jezus toebehoren. U hebt even zwaar onder uw stadsgenoten geleden als zij onder de Joden. Die hebben de Heer Jezus en de profeten gedood en ons tot het uiterste vervolgd. Ze zijn God niet welgevallig en keren zich tegen alle mensen, omdat ze ons beletten andere volken bekend te maken hoe ze kunnen worden gered. De maat van hun zonden raakt nu vol, en Gods veroordeling is ten volle over hen gekomen. (1 Tessalonicenzen 2:14-16)